# Фантомът от Операта (филм, 2004)
Вижте пояснителната страница за други значения на Фантомът от Операта.
Фантомът от Операта (на английски: The Phantom of the Opera) е филм на Warner Bros., излязъл през 2004 г.
Той е адаптация на едноименния мюзикъл на Андрю Лойд Уебър и Чарлз Харт. Режисьор на филма е Джоел Шумахер, а сценарият е на Уебър и Шумахер. Има няколко дребни разлики с мюзикъла – някои сцени са променени, като някои са изцяло премахнати, а други са добавени. Променена е и личността на Фантома.
Базиран на оригиналната новела от Гастон Льору, историята разказва за музикален гений, измъчен от обезобразеното си лице, който живее в канализацията под Парижката опера. Запленен от гласа на младо сопрано, той се опитва да я направи централна фигура в операта, като се надява да спечели нейното сърце с усилията си и да я направи звезда.
Още преди официалната премиера филмът е номиниран за 3 награди „Златен глобус“ в разделите за мюзикъл и комедия, но не печели никоя от тях.
Музиката към филма е издадена на компакт диск.

## Актьорски състав
| Актьор            | Роля       |
| ----------------- | ---------- |
| Джерард Бътлър    | Фантома    |
| Еми Росъм         | Кристин    |
| Патрик Уилсън     | Раул       |
| Миранда Ричардсън | мадам Жири |
| Дженифър Елисън   | Мег        |
| Кийрън Хайндс     | Ричард     |
| Мини Драйвър      | Карлота    |